# Момчило Дугалић
Момчило Дугалић (Рибница, код Краљева, 10. октобар 1918 — Девојачки Бунар, код Алибунара, 15. март 2014), учесник Народноослободилачке борбе, генерал-потпуковник ЈНА, друштвено-политички радник СФР Југославије и СР Србије и народни херој Југославије.

## Биографија
Рођен је 10. октобра 1918. године у селу Рибници, код Краљева. После завршетка основне школе, од своје петнаесте године, радио је код разних приватних предузећа и на железници. Коначно се запослио као стални радник у железничкој ложионици у Краљеву.
Радничком покрету прикључио се 1935. године. Од 1936. водио је актив симпатизера КПЈ у Рибници. Активно је учествовао у раду Културно-уметничког друштва „Абрашевић“. Био је један од организатора и учесника штрајка грађевинских радника у Краљеву 1937. године. С Љубом Кочовићем из Рибнице био се пријавио као добровољац за одлазак у Шпанију, али због провале није отишао.
Члан Комунистичке партије Југославије (КПЈ) постао је у августу 1940. године, у партијској ћелији фабрике вагона у Краљеву. Основно подручје активности било му је у Рибници. Када је, октобра 1940, у Рибници основана партијска ћелија, био је изабран за њеног првог секретара. У том периоду је изабран и за члана Среског комитета СКОЈ-а за срез Жички. Јануара 1941. године, био је ухапшен с групом чланова КПЈ и СКОЈ-а, али, пошто није признао рад у покрету, због недостатка доказа није био изведен пред суд.
Војни рок у Југословенској краљевској војсци одслужио је 1939. године, и био први у рангу војника у пуку. Током службе у војсци, политички је деловао у корист комунизма. Више је пута због тога био саслушаван, али је успео да се одбрани од кривичног гоњења.
Дана 27. марта 1941. године, учествовао је у организовању демонстрација у Краљеву против приступања Тројном пакту. У Априлском рату није мобилизован у војску, јер је имао ратни распоред у железничкој ложионици, где је остао на послу и после окупације земље.

### Народноослободилачка борба
Првог маја 1941, учествовао је на састанку Среског комитета СКОЈ-а на којем је закључено да се појача политички рад међу народом и да се скрије што више оружја и војне опреме. Као секретар партијске ћелије, Дугалић је био и руководилац оружане групе у Рибници, која је формирана почетком устанка. Оружана група је стално учествовала у акцијама у Краљеву и околини на прикупљању оружја, муниције и хране за Краљевачки партизански одред на Гочу, у рушењу телефонско-телеграфских веза између Краљева и Врњачке Бање, у организовању курсева прве помоћи и остало.
Пошто је одложено формирање чете у Рибници, по одласку Окружног комитета КПЈ, Дугалић је, септембра 1941, одређен за политичког комесара Крушевичке чете Краљевачког партизанског одреда, с којом је учествовао у борбама око Краљева. Почетком децембра повукао се с четом у саставу одреда, који је 21. децембра 1941. године ушао у састав Прве пролетерске бригаде, као Четврти (краљевачки) батаљон.
У првој борби батаљона против италијанских фашиста, 23. децембра 1941. године у селу Гаочићу, Дугалић се с неколико бораца пробио до школе у којој се бранило око 150 италијанских војника и бомбама их присилио на предају. Посебно се истакао у борбама на Гату у Херцеговини, на железничкој станици Брђани, у нападима на Прозор, Ливно, Теслић, Прњавор, на железничку станицу Бродине под Иваном, Коњиц и остало. После ослобођења Ливна 1942. године, био је похваљен од Штаба бригаде.
Марта 1943. године, био је изабран за секретара партијског бироа батаљона и постављен за помоћника политичког комесара батаљона. На почетку битке на Сутјесци био је тешко рањен у борби на Златном Бору. После тога се, рањен, сам пробијао кроз Херцеговину и источну Босну до села Соколовића, код Хан Пијеска, док није поново стигао партизанске јединице. 
Новембра 1943, завршио је партијски курс Централног комитета КПЈ у Јајцу. Априла 1944, постављен је за помоћника комесара бригаде у Петом босанском корпусу. Почетком маја постављен је на дужност шефа Одељења за заштиту народа (ОЗН) у Првом пролетерском корпусу, а јануара 1945. године за начелника одељења Озне у Првој армији ЈА, где је остао до краја рата.

### Послератни период
После рата, завршио је Вишу партијску школу „Ђуро Ђаковић“ у Београду, Вишу војну академију ЈНА и Курс оператике ЈНА. Био је на дужностима помоћника команданта за МПВ и секретар Комитета Ваздухопловне армије ЈНА, Београдског војног подручја, Команде Града Београда и секретар Комитета Конференције СКЈ у Првој Армијској области.
Обављао је и више друштвено-политичких функција — био је члан Председништва Савезне конференције Социјалистичког савеза радног народа Југославије, члан Централног комитета и Председништва ЦК СК Србије, члан Председништва Савезног одбора СУБНОР-а Југославије и остало. Од 1974. до 1978. године био је председник Републичког одбора СУБНОР-а Србије. Пензионисан је 1976. године у чину генерал-потпуковника ЈНА.
У браку са супругом Милком, такође учесницом Народноослободилачког покрета (НОП), имао је троје деце — два сина, који су касније били официри Ратног ваздухопловства ЈНА и ћерку Загорку Загу. После смрти супруге и обојице синова, последње дане живота провео је у старачком дому у Делиблатској пешчари. Умро је 15. марта 2014. године у месту Девојачки Бунар, код Алибунара. Сахрањен је 19. марта у Алеји народних хероја на Новом гробљу у Београду.
Носилац је Партизанске споменице 1941. и многих југословенских одликовања, међу којима су — два Ордена за храброст, Орден братства и јединства са златним венцем, Орден народне армије са ловоровим венцем, Орден за војне заслуге са великом звездом, Орден заслуга за народ са сребрним зрацима, Орден народне армије са златном звездом и Орден партизанске звезде са пушкама. Од иностраних се истиче пољски Партизански крст. Орденом народног хероја одликован је 5. јула 1952. године.